# Aniela Dylus
Aniela Maria Dylus (ur. 1948) – polska politolog, profesor nauk humanistycznych, wykładowca akademicki.

## Życiorys
Z wykształcenia politolog. Uzyskała stopień naukowy doktora. Habilitowała się w 1992 na Wydziale Kościelnych Nauk Historycznych i Społecznych Akademii Teologii Katolickiej w Warszawie (na podstawie pracy Moralność krańcowa jako problem dla katolickiej nauki społecznej). W 1997 otrzymała tytuł naukowy profesora nauk humanistycznych. Specjalizuje się w zakresie etyki i polityki gospodarczej.
Zawodowo związana z Uniwersytetem Kardynała Stefana Wyszyńskiego w Warszawie. Objęła funkcję kierownika Katedry Etyki Gospodarczej i Polityki Gospodarczej, a w 2008 stanowisko dyrektora Instytutu Politologii na tej uczelni. Została członkiem prezydium Komitetu Etyki w Nauce i Komitetu Nauk Politycznych Polskiej Akademii Nauk, a także licznych towarzystw naukowych (Europejskiego Stowarzyszenia Etyków „Societas Ethica”, Polskiego Stowarzyszenia Etyki Biznesu, Polskiego Towarzystwa Nauk Politycznych). Działała w Konwersatorium „Doświadczenie i Przyszłość”.

## Odznaczenia
Odznaczona Złotym Krzyżem Zasługi (2003) oraz Krzyżem Kawalerskim Orderu Odrodzenia Polski (2020).

## Wybrane publikacje
- Globalizacja. Refleksje etyczne, Wrocław 2005.
- Gospodarka, moralność, chrześcijaństwo, Warszawa 1994.
- Moralność krańcowa jako problem dla katolickiej nauki społecznej, Warszawa 1992.
- Problematyka etyki nauki u przedstawicieli szkoły lwowsko-warszawskiej, Warszawa 1987.
- Słownik teologiczny (współautor), Katowice 1985.
- Unia Europejska. Informator o kościołach (współautor), Warszawa 1999.
- Własność i demokracja (współautor), Warszawa 1995.
- Zmienność i ciągłość. Polskie transformacje ustrojowe w horyzoncie etycznym, Warszawa 1997.